# James Hogun

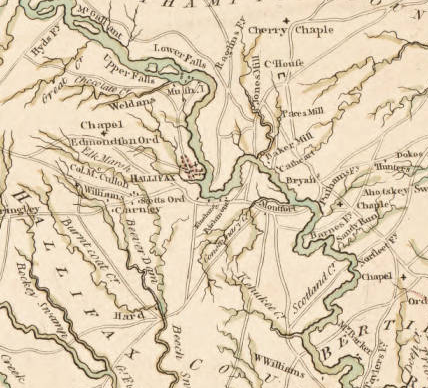
Un extracto del mapa de Carolina del Norte de 1770 de John Collet que representa los alrededores de Halifax en el río Roanoke.

James Hogun (m. 4 de enero de 1781) fue un oficial militar estadounidense de origen irlandés. Fue uno de los cinco generales de Carolina del Norte que sirvió en el Ejército Continental durante la Guerra de Independencia de los Estados Unidos. Aunque nació en Irlanda, Hogun emigró en 1751 a Carolina del Norte (en aquel entonces una colonia británica) y tras asentarse en  el condado de Halifax, formó una familia y llegó a ser reconocido en su localidad.
Fue miembro del Comité de Salud del condado (al cual representó en el Congreso Provincial de Carolina del Norte) y ayudó a redactar la primera Constitución de Carolina del Norte. Inicialmente era mayor en el 7.º Regimiento de Carolina del Norte, pero subió rápidamente de rango y en 1776 era el comandante de la unidad. Participó en las batallas de Brandywine y Germantown en 1777, y dos años después el Congreso Continental lo promovió a general de brigada, aunque varios miembros del Congreso y de la Asamblea General de Carolina del Norte deseaban ver a Thomas Clark en su lugar.
Hogun estaba al mando de la brigada de la línea de Carolina del Norte durante el asedio de Charleston en la primavera de 1780, que terminó con la rendición de todos excepto uno de los regimientos de Carolina del Norte de infantería regular, así como de más de 5000 soldados patriotas al mando del general Benjamin Lincoln. Hogun era el oficial de más alto rango de Carolina del Norte capturado tras la rendición de Charleston y, a pesar de que se le ofreció la oportunidad de salir de internamiento bajo una libertad condicional tal cual se hizo con otros oficiales Continentales, se mantuvo en un campamento cerca de Charleston como prisionero de guerra. Hogun probablemente eligió la prisión con el fin de evitar que el Ejército Británico reclutara más soldados continentales para su campaña en las Indias Occidentales. Eventualmente enfermó y murió en la prisión en Haddrel's Point, una península ubicada en el puerto de Charleston.
- Datos: Q6136157